# كريس لاثام
كريس لاثام (بالإنجليزية: Chris Latham)‏ هو لاعب كرة قاعدة أمريكي، ولد في 26 مايو 1973 في كويور دي أليني في الولايات المتحدة.

## وصلات خارجية
- كريس لاثام على موقع الدوري الياباني لكرة القاعدة (الإنجليزية)
- كريس لاثام على موقعبيزبول رفرنس.كوم (الدوري الرئيسي) (الإنجليزية)
- كريس لاثام على موقعبيزبول رفرنس.كوم (الدوري الثانوي) (الإنجليزية)
- كريس لاثام على موقع مشجعي الرسوم البيانية (الإنجليزية)